# Shifting the Night for Tomorrow
Shifting the Night for Tomorrow (na okładce z dopiskiem „+ 11 remiksów”) – minialbum zespołu Ścianka  wydany w sierpniu 2011 roku.
Utwór tytułowy został nagrany na żywo w marcu 2010 roku w Warszawie, występują na nim tylko Maciej Cieślak i Arkadiusz Kowalczyk. Oryginalnie trwająca 14 minut piosenka została tutaj skrócona do 4 minut. Poza utworem tytułowym, na płycie znajduje się jego 11 remiksów wykonanych przez zwycięzców konkursu zorganizowanego przez zespół na Facebooku.